# Baygorria
Baygorria est une ville de l'Uruguay située dans le département de Durazno. Sa population est de 245 habitants.

## Population
| Année | Population |
| ----- | ---------- |
| 1996  | -          |
| 2004  | 245        |

Référence,: